# Condomínio industrial
Condomínio Industrial ou logístico é um ambiente semelhante à um condomínio residencial, mas com as características de um parque industrial. Ele é administrado por um síndico e possuidor de áreas comuns e não áreas públicas. Pode ser considerado também o local onde alguns fornecedores escolhidos pelas montadoras se instalam junto às plantas de indústrias automotivas, eletrônicas, dentre outras, objetivando reduzir custos em estoques, processos, transporte e facilitar a integração entre os parceiros.
Atualmente, são fornecidos componentes e subconjuntos completos, podendo estes, estarem já na sequência de montagem.

## Características
Por se caracterizar pela reunião de várias empresas de porte semelhante em um mesmo parque industrial, todos os equipamentos comuns são de uso coletivo, tais como:
- Segurança e portaria 24 horas
- Refeitório
- Serviços médicos
- Administração
- Serviços externos
- Manutenção das instalações
- Área de estacionamento
- Salas de convenções e eventos
- Área de lazer e espaços esportivos
- Serviços de terceiros
- Transportes de trabalhadores e produtos
- Logística de distribuição